# Piotr Chojnacki (prawnik)
Piotr Antoni Chojnacki (ur. 9 czerwca 1945 w Ignacówce) – polski polityk i prawnik, sędzia i notariusz, członek Trybunału Stanu (1989–1991), senator II kadencji, poseł na Sejm II kadencji.

## Życiorys
W 1963 ukończył szkołę średnią w Kłodawie, a w 1968 studia prawnicze na Uniwersytecie im. Adama Mickiewicza w Poznaniu. Pracował w Sądzie Powiatowym w Kole, a następnie od 1978 w Sądzie Wojewódzkim w Koninie. W późniejszym okresie uzyskał uprawnienia notariusza, podjął praktykę w ramach własnej kancelarii notarialnej w Koninie.
W 1980 objął funkcję prezesa Wojewódzkiego Komitetu Zjednoczonego Stronnictwa Ludowego. Stanowisko to (w ZSL, a od listopada 1989 w PSL-Odrodzenie) zajmował do stycznia 1990. Uczestniczył po stronie rządowej w obradach Okrągłego Stołu w ramach podzespołu ds. reformy sądownictwa. Zrezygnował w działalności w swoim ugrupowaniu, powracając do pracy w Sądzie Wojewódzkim, w kwietniu 1990 został jego wiceprezesem. W kadencji 1989–1991 był członkiem Trybunału Stanu.
W latach 1991–1993 sprawował mandat senatora II kadencji, został wybrany jako kandydat niezależny w województwie konińskim. Później przystąpił do Polskiego Stronnictwa Ludowego. W 1993 z ramienia tej partii uzyskał mandat posła na Sejm II kadencji. Zasiadał m.in. w Komisji Sprawiedliwości i Praw Człowieka oraz Komisji Obrony Narodowej. W 1997 odszedł z PSL i jako kandydat niezależny bez powodzenia startował do Senatu w kolejnych wyborach. Następnie został jednym z regionalnych liderów Partii Ludowo-Demokratycznej Romana Jagielińskiego. W latach 1998–2002 pełnił funkcję radnego sejmiku wielkopolskiego I kadencji. Później wycofał się z działalności politycznej.